# James Forrestal
 (novembre 2018).
Si vous disposez d'ouvrages ou d'articles de référence ou si vous connaissez des sites web de qualité traitant du thème abordé ici, merci de compléter l'article en donnant les références utiles à sa vérifiabilité et en les liant à la section « Notes et références ».
Pour les articles homonymes, voir Forrestal.
James Vincent Forrestal, né le 15 février 1892 à Beacon (État de New York) et mort le 22 mai 1949 à l'hôpital naval de Bethesda (Maryland), est une personnalité militaire et politique américaine. Membre du Parti démocrate, il est secrétaire à la Marine entre 1944 et 1947 puis secrétaire à la Défense entre 1948 et 1949,  dans l'administration du président Franklin Delano Roosevelt puis dans celle de son successeur Harry S. Truman.

## Biographie
Au moment de la Seconde Guerre mondiale, James Forrestal est un ardent défenseur des batailles navales menées à partir de porte-avions. Le récent département de l'USAF s'oppose à ses plans pour en élaborer de nouveaux, affirmant que des opérations pouvaient être accomplies à partir de bases au sol. Bien qu'opposé à l'unification des départements de la Guerre, de la Marine et de l'aviation au sein du tout nouveau département de la Défense, il se retrouve néanmoins à la tête de ce dernier en septembre 1947.
Anticommuniste convaincu, il supervise l'évolution des forces armées américaines pour faire face à l'URSS en ce début de guerre froide.
Il s'oppose en vain, de même que le département d'État, à la reconnaissance d'Israël par les États-Unis, estimant que les relations avec le monde arabe et son pétrole étaient plus importantes. Face aux appels demandant sa démission, le président Harry S. Truman, irrité par son opposition continue à ses politiques militaires, décide de le limoger en mars 1949.
Épuisé par sa charge de travail, James Forrestal commence à souffrir de dépression en 1949 et il est très affecté par son renvoi. Il est interné dans l’hôpital militaire Walter Reed à Bethesda et semble récupérer. Il est néanmoins retrouvé mort le matin du 22 mai, sur un toit situé treize étages en dessous de sa chambre où il avait laissé une lettre que certains ont interprétée comme la preuve d'un suicide. Le rapport officiel conclut en ce sens mais selon certaines théories du complot, il aurait été assassiné en raison de son opposition au sionisme ou de ses connaissances sur les OVNI[réf. nécessaire].
Un an après sa mort, la guerre de Corée valide ses théories sur le rôle essentiel des porte-avions pour les guerres futures. Le porte-avions USS Forrestal, entré  en  service en 1955 ,fut ainsi nommé en son honneur.

## Publications
- (en) James Forrestal, Walter Millis (en) (1899-1968) (ed. scientifique) et E.S. Duffield (ed. scientifique), The Forrestal diaries, New York, The Viking Press / Pickle Partners Publishing (réimpr. 2015) (1re éd. 1951), XXIV-581 p., 22 cm (ISBN 1-7862-5693-2 et 978-1-7862-5693-5, OCLC 299543872, SUDOC 015918408, présentation en ligne, lire en ligne ).